# Madagaszkár hívójelkörzetei
Madagaszkár jelenleg (2024) nincs felosztva hívójelkörzetekre.
Madagaszkár számára az ITU a 5[R..S], 6X hívójelprefixet határozta meg.
| Prefix  | Körzet | Hely/jelleg                                                   | ITU zóna | CQ zóna | 1 szintű QTH lokátor |
| ------- | ------ | ------------------------------------------------------------- | -------- | ------- | -------------------- |
| FB      | 8      | Kivezetve, Franciaországtól való gyarmati függés megszűntével | 53       | 39      | LG, LH               |
| 5[R..S] | [0..9] | Madagaszkár                                                   | 53       | 39      | LG, LH               |
| 6X      | [0..9] | Madagaszkár                                                   | 53       | 39      | LG, LH               |

## Lajstromjel
Vízi és légi járművek lajstromjelezéséhez az 5R prefixet használják.